# Andy Todd
Andrew John James Todd (Derby, 21 settembre 1974) è un ex calciatore inglese, difensore.

## Biografia
Suo padre Colin Todd è stato un calciatore ed allenatore di calcio professionista; tra il 1995 ed il 1999 Colin è stato anche allenatore di Andy al Bolton.

## Palmarès

### Club

#### Competizioni nazionali
- First Division: 2

Bolton: 1996-1997
Charlton: 1999-2000